# Edmund Pevensie
Edmund Pevensie (Kong Edmund den retfærdige) er en fiktiv person fra narnia-fortællingerne. Edmund optræder i modsætning til sine to større søskende (Peter og Susan) i fire af bøgerne nemlig: Løven, heksen og garderobeskabet, Prins Caspian, Morgenvandrerens rejse og Det sidste slag. Peter og Susan optræder ikke i Morgenvandrerens rejse, hvor Edmund optræder sammen med sin søster Lucy. Edmund er den tredje i af de fire pevensiesøskende.